# Tiefenbach (Rajna-vidék-Pfalz)
Tiefenbach település Németországban, Rajna-vidék-Pfalz tartományban. Lakosainak száma 772 fő (2023. december 31.). Tiefenbach Holzbach és Sargenroth községekkel határos.

## Népesség
A település népességének változása:
| Lakosok száma | 597  | 740  | 749  | 745  | 759  | 772  |
|               | 1975 | 2017 | 2019 | 2021 | 2022 | 2023 |